# Łukojanow (Rosja)
Łukojanow – miasto w Rosji, w obwodzie niżnonowogrodzkim. W 2010 roku liczyło 14 951 mieszkańców.